# Lagostomus maximus
Lagostomus maximus (Desmarest, 1817) è una specie di roditori nella famiglia dei Chinchillidae. È l'unica specie vivente nel genere Lagostomus. Vive in Argentina, Bolivia e Paraguay. È la specie più grande nella famiglia dei Chinchillidae. Costruiscono tane elaborate che ospitano le successive colonie per decenni. La specie viene anche chiamata viscaccia di pianura.

## Descrizione

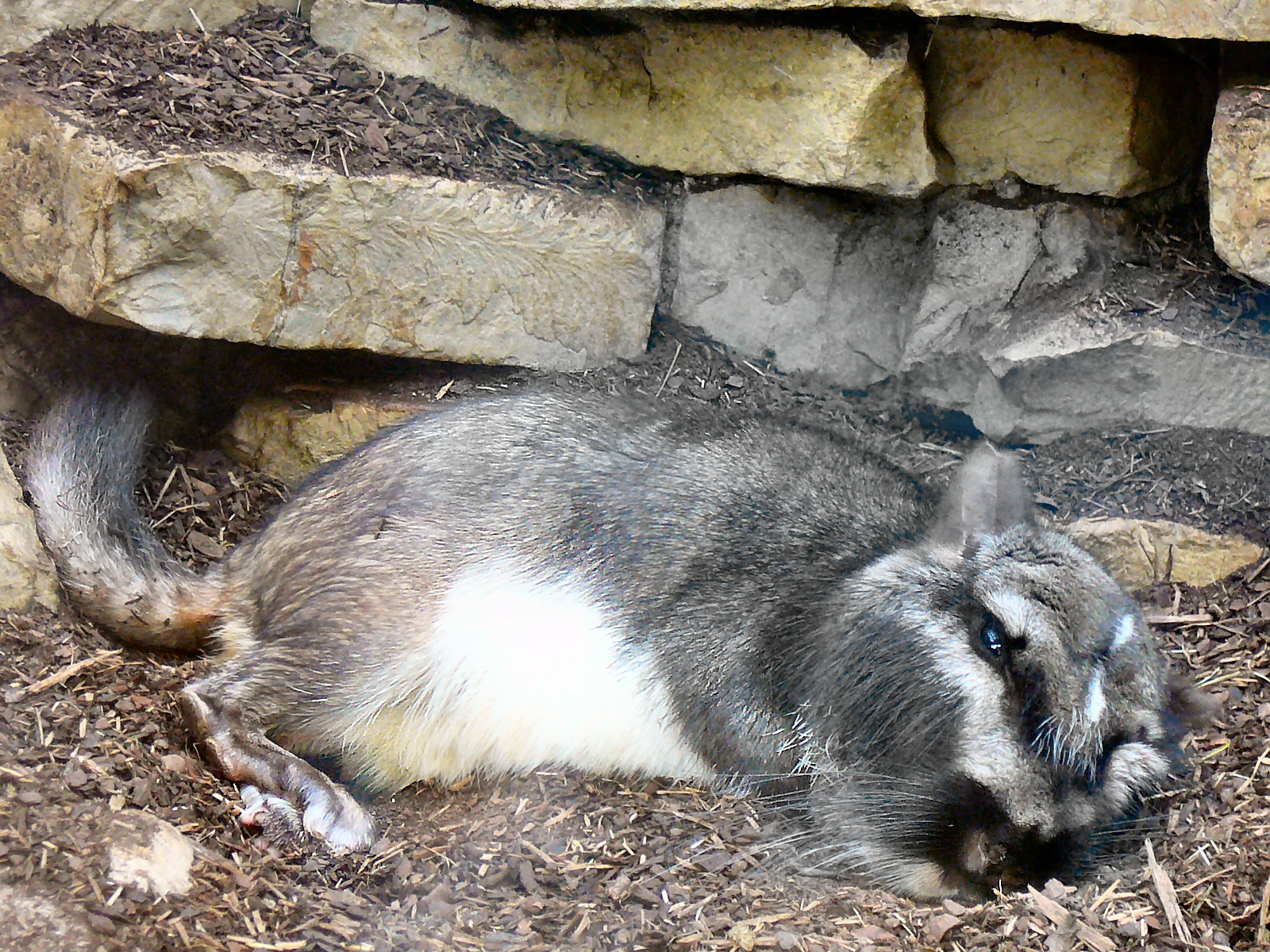
Allo zoo di Stoccarda

La viscaccia di pianura è un grande roditore, arrivando a pesare fino a 9 kg. Mediamente testa e corpo misurano più di 50 cm, con una coda di poco inferiore ai 20 cm. Il pelo sul dorso varia dal grigio al castano, a seconda del tipo di suolo presente, e il ventre è bianco. Il capo è voluminoso, bianco e nero, e nei maschi sono presenti dei baffi neri e irsuti. Le zampe posteriori hanno 4 cuscinetti, mentre su quelle anteriori ve ne sono 3.

## Ecologia e biologia
Vivono in un sistema di tane comuni in gruppi contenenti uno o più maschi, diverse femmine e i cuccioli. Si nutrono in gruppo di notte e si rintanano sotto terra di giorno. Tutti i membri di un gruppo usano giacigli ricavati scavando attivamente nelle tane comuni. I richiami di pericolo sono segnalati dai maschi adulti. Le femmine di viscaccia costituiscono l'unità sociale di lungo periodo, giacché i maschi scompaiono di anno in anno e nuovi membri si associano ai gruppi di femmine, che non hanno nessuna propensione al predominio sugli altri individui.
I membri di un gruppo sociale condividono una zona di approvvigionamento alimentare intorno al sistema di tane comuni, e si nutrono di una varietà di piante erbacee, brucando talvolta piccoli arbusti.
Le femmine di viscaccia di pianura producono circa 200 ovuli per ciclo di ovulazione, una cifra esorbitante rispetto al nostro ritmo che è di circa un ovulo per ciclo.